# Großer Leinebusch
Der Große Leinebusch ist ein 182 ha großes Naturschutzgebiet im niedersächsischen Landkreis Göttingen.
Es liegt südwestlich von Göttingen zwischen Jühnde und Volkerode. Unter der Kennzeichen-Nummer NSG BR 079 ist es beim Niedersächsischen Landesbetrieb für Wasserwirtschaft, Küsten- und Naturschutz (NLWKN) registriert. 
Das Naturschutzgebiet ist weitgehend deckungsgleich mit dem gleichnamigen FFH-Gebiet.

## Beschreibung
In dem artenreichen Laubwaldgebiet wächst auf frischen bis feuchten kalkreichen Böden der einzige größere Bestand feuchter Eichen-Hainbuchenwälder im niedersächsischen Weser- und Leinebergland. Es bestehen Übergänge zu Waldmeister- bzw. Kalk-Buchenwäldern sowie kleinflächig Erlen-Eschen-Sumpfwälder. Das Bild einer historisch gewachsenen Kulturlandschaft wird durch angrenzende Grünlandflächen vermittelt. Das Gebiet ist Lebensraum für seltene Pflanzen und Tiere.
Das Naturschutzgebiet wird vom Leinebuschtunnel unterquert, der im Jahr 1991 in Betrieb genommen wurde. Der 1740 m lange Tunnel gehört zur Schnellfahrstrecke Hannover–Würzburg und ist der nördlichste Tunnel auf dem Abschnitt zwischen Göttingen und Kassel.

## Geschichte
Mit Erstverordnung vom 27. Januar 1987 wurde der Große Leinebusch zum Naturschutzgebiet erklärt. Zuständig ist der Landkreis Göttingen als untere Naturschutzbehörde.